# AppleCD

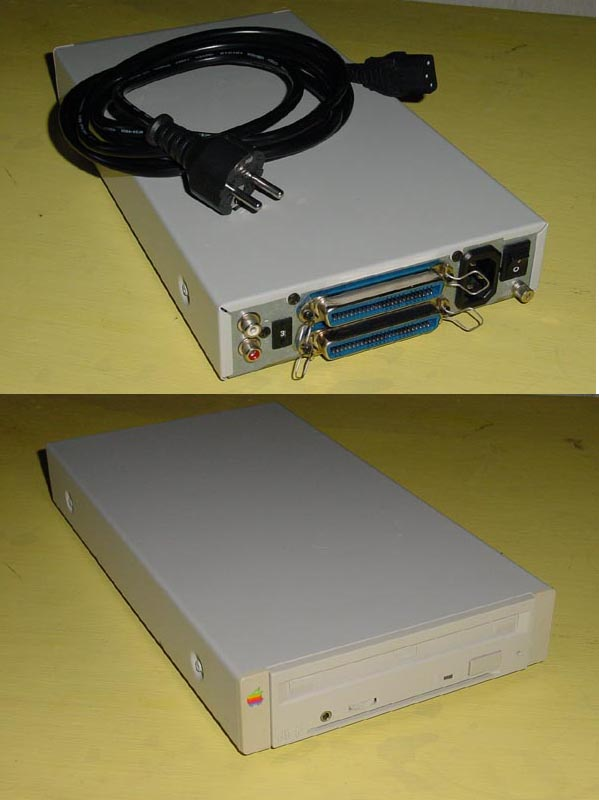
Dos vistas del AppleCD 300

AppleCD es una gama de unidades de CD-ROM basadas en SCSI para  computadoras personales Apple Macintosh, fabricadas y vendidas por Apple Computer desde finales de la década de 1980 hasta finales de la década de 1990. Las primeras unidades AppleCD requerían un caddy para ser utilizadas, mientras que los modelos posteriores usaban un mecanismo de carga por bandeja. El modelo original introducido en 1988 se llamaba simplemente AppleCD SC. También había una versión de la unidad de CD que no tenía el logo de Apple.

## AppleCD SC
El AppleCD SC fue el primer CD-ROM de Apple Computer Company, presentado en 1988. Originalmente contenía un ventilador, pero en 1990 lo quitaron porque no era necesario y atraía polvo al cabezal del disco óptico, lo que podía causar problemas. Contenía una unidad CD-ROM de 1x con carga frontal por medio de un caddy, y solo es compatible con CD de solo lectura. Este dispositivo accesorio solo podía leer discos compactos de hasta 650 MB de capacidad en cinco formatos, CD-Audio, CD-ROM, HFS, ProDOS y High Sierra. En la parte frontal del dispositivo tiene un botón de expulsión, un conector de salida de sonido mini-jack de 3,5 mm y una perilla de volumen. En la parte trasera tiene un interruptor de encendido, entrada de energía, dos conectores SCSI Centronics de 50 pines y un conector RCA de audio. Con el software apropiado, funcionaría en cualquier Macintosh con un conector DB-25, o en un Apple II con una tarjeta de interfaz SCSI Apple II.

## AppleCD SC Plus
El AppleCD SC Plus fue la segunda unidad de CD-ROM de Apple Computer, un reemplazo del AppleCD SC, que se introdujo en 1991. Tenía el número de modelo M3021, y tenía como su predecesor el AppleCD SC, un CD-ROM de 1x con caddy. El Plus podía leer un CD con hasta 750 MB de datos sobre los 650 MB del AppleCD SC. Tenía luces indicadoras, un botón de expulsión, un conector de audio mini-jack y una perilla de volumen. En la parte posterior había dos conectores SCSI Centronics de 50 pines, conectores RCA de audio, entrada de energía y un interruptor de encendido. El AppleCD SC Plus solo tuvo mejoras menores sobre el AppleCD SC y era relativamente el mismo.
Se fabricaron varios otros modelos, incluidos los 150, 300, 300e, 300i Plus, 300e Plus, 600i, 600e Plus y 1200i ('e' representa una unidad externa e 'i' representa interna; el número de modelo también representa la velocidad de lectura de datos en KB/s). Todos incluían dos puertos SCSI Centronics de 50 pines y todos requieren alimentación de la red doméstica.